# Pardal de passa
|  | Aquest article tracta sobre espècie del gènere Passer. Vegeu-ne altres significats a «Ocell». |

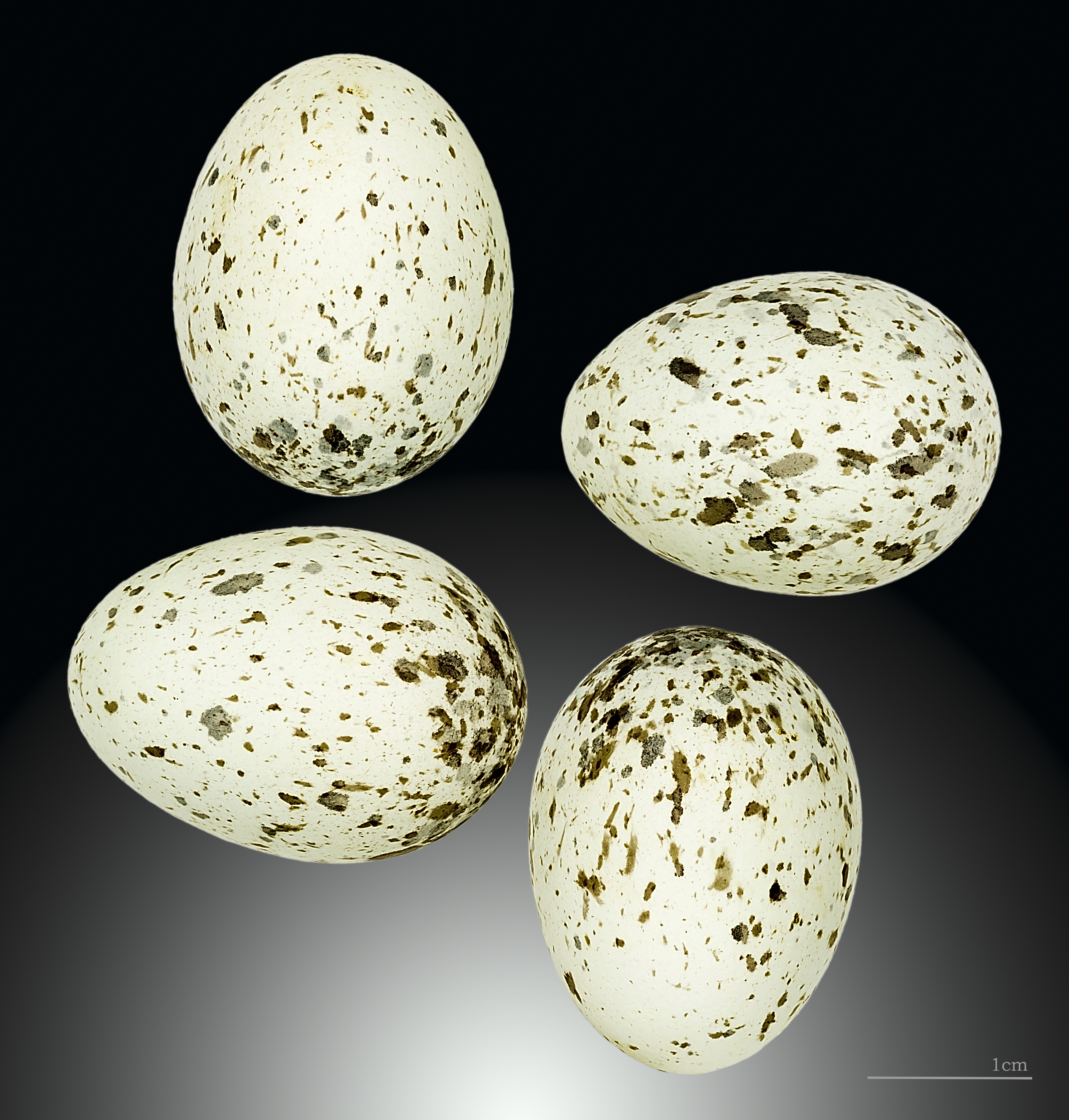
Passer hispaniolensis

El pardal de passa o teuladí moro (Passer hispaniolensis), és una espècie de pardal molt relacionat amb el comú. Fa 15-16 cm de llarg i pesa 22-36 g. És lleugerament major i més pesat que el pardal comú i el seu bec també és més llarg i robust. Les femelles i joves de les dues espècies són pràcticament indistingibles, únicament els mascles adults es poden distingir malgrat que són molt semblants. Tenen el pili marró (no gris), les galtes blanques (no gris pàl·lid), dors més negre i parts inferiors amb taques negres més esteses. Cada parella pon des de tres fins a vuit ous, que coven durant 12 dies. Els pollets abandonen el niu als 14 dies. Com altres pardals, s'alimenten bàsicament de llavors.

## Distribució geogràfica
Té una complexa distribució per l'àrea mediterrània, Cap Verd, les Illes Canàries, Madeira, Àfrica Septentrional, Ibèria occidental, Sardenya, Sicília, Malta, els Balcans i a través d'Àsia sud-occidental i central, des de l'est de Turquia fins a l'occident de la Xina. Manca, això no obstant, d'algunes zones de la regió mediterrània, en particular Itàlia i Còrsega, on el substitueix el pardal italià, que és un intermedi (potser un híbrid) entre el pardal comú i el de passa. També hibriden freqüentment en Àfrica Septentrional (nord-est d'Algèria, Tunis, i nord-oest de Líbia), formant una població mixta molt variable que va des d'animals amb aspecte idèntic al pardal comú, passant per tots els aspectes intermedis.
Han ampliat considerablement la seva àrea de distribució en els últims 200 anys, en part per colonització natural, com als Balcans (Bulgària, Romania, Sèrbia i Moldàvia, colonitzades després de 1950) i en part per intervenció humana accidental, com l'arribada a Canàries (començament del segle xix) i Cap Verd (1832) a bord de vaixells. Madeira fou colonitzada en maig de 1935 després d'un període de forts vents de llevant que van arrossegar algunes aus. En la part occidental de la seva distribució són principalment sedentaris, però les poblacions orientals són més migratòries; aus dels Balcans i Turquia migren cap al nord-est d'Àfrica i la península Aràbiga. Les poblacions dels països catalans són principalment sedentàries.

## Costums
En algunes zones és un ocell urbà, en particular on falta el pardal comú, com ara les illes Canàries, Madeira i Malta, però més sovint viuen en arbres a prop de rius o altres zones humides, en terres de conreu viuen lluny dels edificis. Molt gregaris, sovint fan els nius molt pròxims entre ells o inclús comparteixen grans nius múltiples, malgrat que cada parella té la seva cavitat i la seva entrada. Algunes colònies de cria es trobin en la base de grans nius d'aus, com ara les de cigonya blanca. Les colònies poden comptar des d'unes poques parelles fins a més de mil.